# Ștefănești (Argeș)
Pour les articles homonymes, voir Ștefănești.
Ștefănești est une ville située au sud de la Roumanie, dans le județ d'Argeș. Sept villages en dépendent : Enculești, Golești, Izvorani, Ștefăneștii Noi, Valea Mare-Podgoria, Viișoara et Zăvoi.

### Nés à Dinu Brătianu
- Dinu Brătianu
- Dinicu Golescu (en)
- Ion I. C. Brătianu
- Daniel Iordăchioaie (ro)